# Київська станція швидкої медичної допомоги та медицина катастроф
Центр ЕДМ та МК міста (до 2014 року — Київська станція швидкої медичної допомоги та медицина катастроф) — спеціалізована медико-санітарна служба, завданням якої є надання першої медичної допомоги при станах, загрозливих для життя, потерпілим від нещасних випадків (поранення, переломи, опіки, отруєння, ураження електричним струмом тощо) або при раптових захворюваннях, а також транспортування потерпілих до лікарень.
Адреса: м. Київ, Шевченківський р-н, вул. Богдана Хмельницького буд. 37Б.

## Історія Станції швидкої медичної допомоги м. Києва

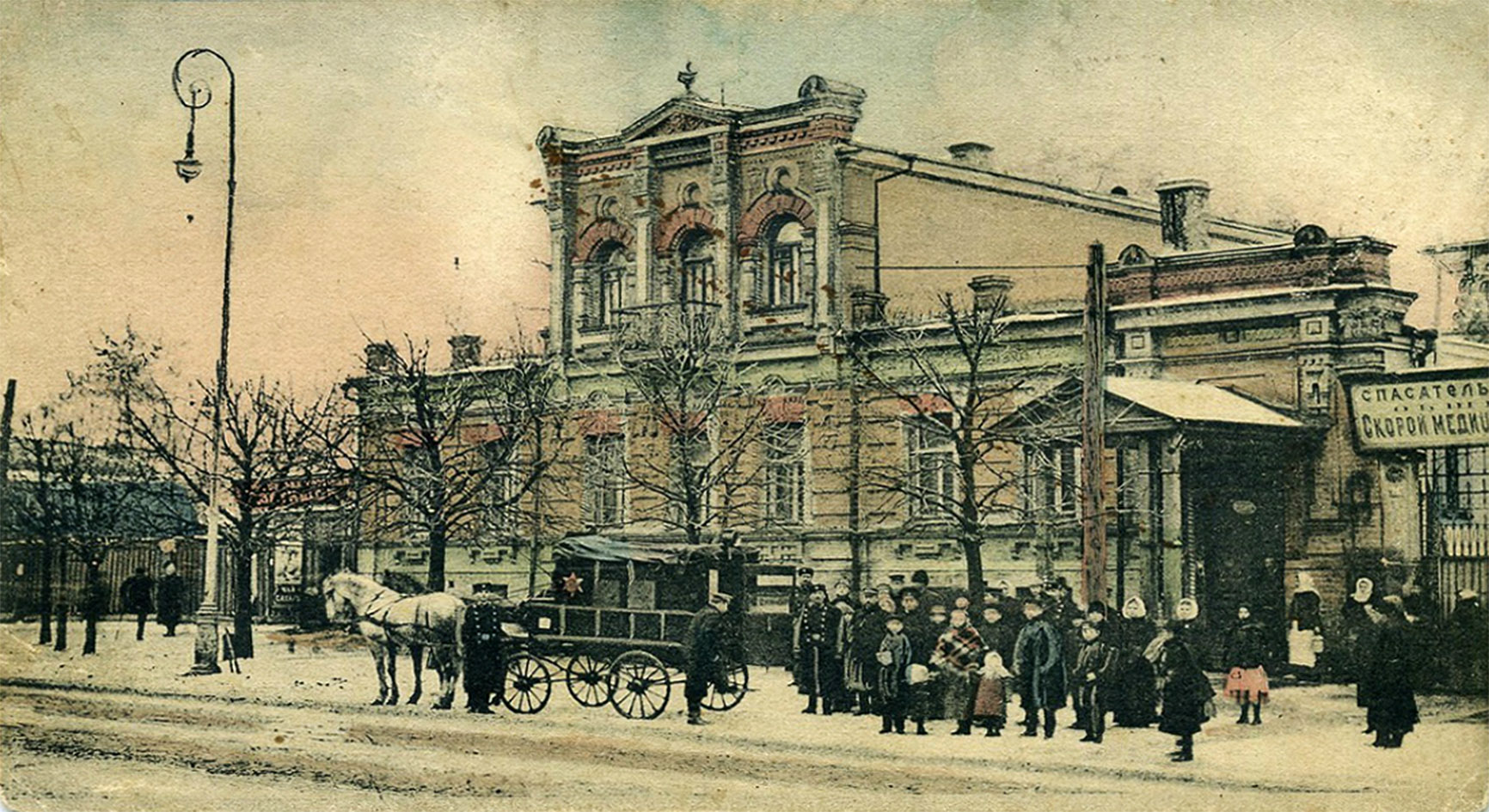
Київська станція швидкої допомоги на Володимирській, 33

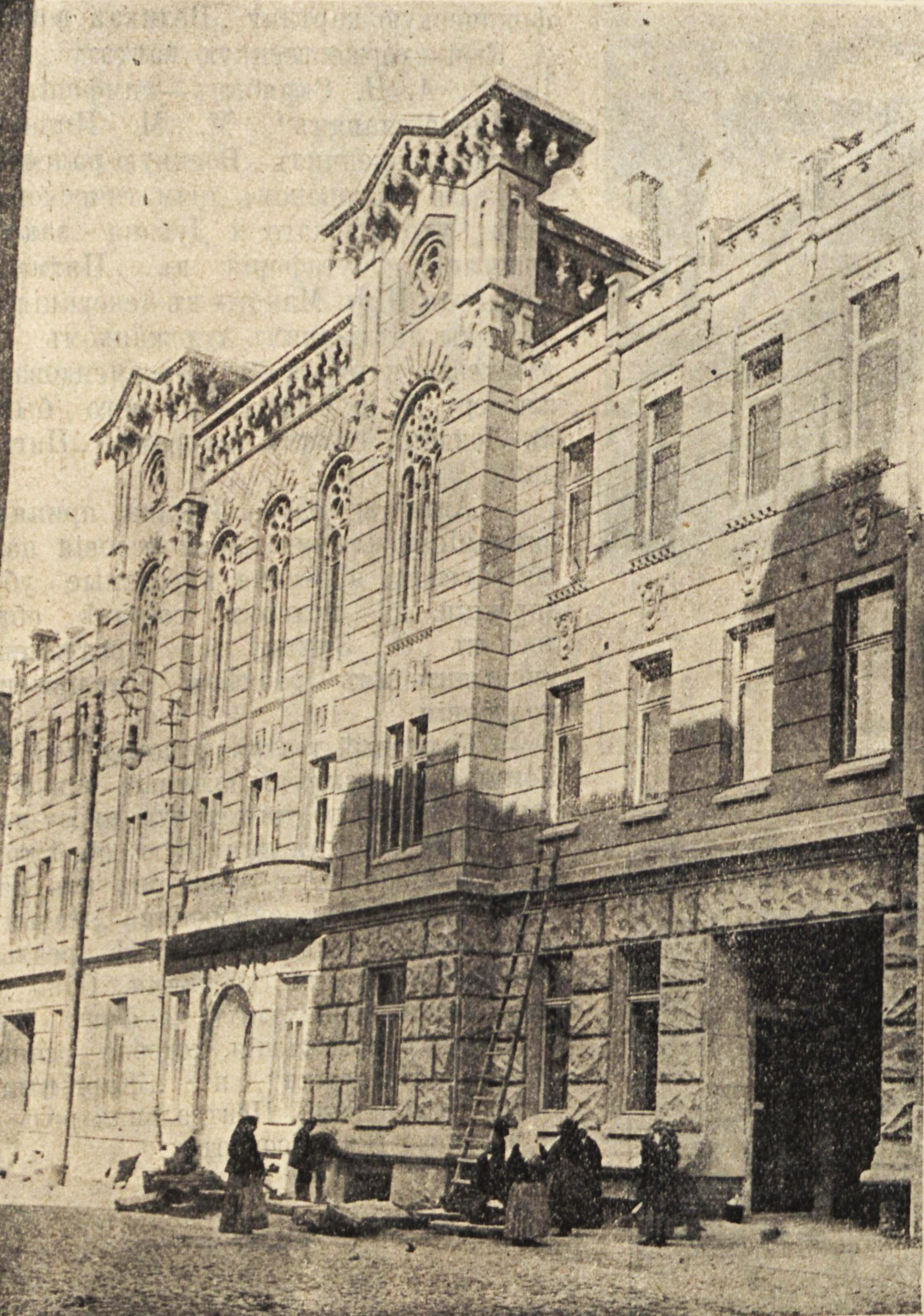
Будинок київської швидкої допомоги у 1914 році

Київську станцію швидкої медичної допомоги було засновано 30 червня 1902 році за ініціативи Товариства київських лікарів. Назва її тоді читалася так: «Рятувальна станція Товариства швидкої медичної допомоги міста Києва». Створенням її місто зобов'язане меценатам, які і підтримували заклад до 1918 року. В штат станції входив головний лікар, 8 чергових лікарів; один головний, чотири старших та три молодших санітари; три конюха; двірник; кур'єр. Транспорт станції складало три пари коней з каретами і одна велокарета. Станцію розмістили на вулиці Пирогівській, 6. Згодом переїхали на Володимирську , 33. 1913 року цю ділянку обміняли на садибу на Рейтарській вулиці, 22.
До кінця 1902 року на станції було три медичних карети «Лорек та Ко», у 1913 році Товариство швидкої медичної допомоги придбало перші 2 санітарні автомобілі. А до 1941 року станція вже мала 46 автомобілі, в штаті станції працювало 115 лікарів, які обслуговували 23 бригади.
Перші спеціалізовані бригади почали функціонувати ще в довоєнні роки: у 1932 році була створена перша акушерська бригада, у 1934 — перша педіатрична.
З 1941 по 1943 рік — станція не функціювала. Більшу частину штату було призвано до лав армії, решта — евакуйовані. За час окупації все майно станції було розграбоване.
У 1943 році, після звільнення Києва від німецької окупації, станція відновила свою роботу. Певний час на виклики лікарі їздили на підводах та пішки.
З 1948 року станцію очолила Наталія Андріївна Ленгауер, яка зробила значний внесок в розвиток станції швидкої медичної допомоги Києва, вивела заклад на світовий рівень. Керувала станцією Н. А. Ленгауер станцією до 1975 року. За великі заслуги перед Батьківщиною та визначні здобутки у розвитку медичної галузі Н. А. Ленгауер нагороджена Золотою Зіркою Героя Соціалістичної праці.
1957 року на починається розбудова мережі підстанцій. Перший такий підрозділ відкрився на вулиці Діагональній 18А (нині — проспект Гагаріна). Таким чином вирішується проблема оперативного обслуговування лівобережної частини Києва. У подальшому підстанції відкриваються в алгоритмі щодва-три роки, охоплюючи найвіддаленіші куточки міста, наближаючи швидку медичну допомогу до пацієнта. Сьогодні мережа підстанцій (відділень) Центру екстреної медичної допомоги та медицини катастроф (цю назву Київська станція швидкої медичної допомоги одержала, у зв'язку з реорганізацією, 2014 року) налічує 22 підрозділи.
У 1950-х роках активізується створення спеціалізованих бригад. До двох типів уже існуючих додаються: психіатрична, протишокова, гематологічна, токсикологічна, дитяча реанімаційна, неврологічна.
Київська станція швидкої медичної допомоги стає піонером у багатьох починаннях. Чи не найвідомішим її досягненням є створення спеціалізованої кардіологічної служби. 1961 року з'являється перша спеціалізована тромбоемболітична бригада (СТЕБ). Її ще називали протиінфарктною. Актуальність цього напрямку була пов'язана з відсутністю на той час спеціалізованих відділень у міських лікарнях, де б надавали необхідну допомогу людям з гострим інфарктом. Тому київські бригади змушені були перетворитися на своєрідні клініки на колесах. 1963 року на базі станції починає діяти центр по боротьбі з тромбоемболітичними захворюваннями, співзасновницями та організаторками роботи якого виступили професорки Нонна Гватуа та Ірина Следзевська. На лінію виходить ще одна бригада СТЕБ, починає працювати цілодобова стаціонарна лабораторія ургентної діагностики.
Кардіологічна служба станції зробила багато чого зі словом «вперше». Так вперше її фахівцями у під час виклику було зроблено ЕКГ хворому, вперше передано його радіотелефонним зв'язком на станцію для уточнення діагнозу, вперше на квартирі хворого у в порожнину серця йому було введено електрод, з'єднаний з електростимулятором. У двобої зі смертю лікарі швидкої все частіше виходять переможцями.
Ініціатором та першим керівником спеціалізованої кардіологічної служби на Київській станції швидкої медичної допомоги був Дмитро Зільберман. Він же першим на теренах колишнього Радянського Союзу захистив докторську дисертацію та тему ургентної кардіологічної допомоги при гострому інфаркті.
Кількість СТЕБів збільшується. У 1985 році їх уже 14 і їх уже називають — спеціалізованими кардіологічними, з 1996 — кардіореанімаційними.
Київська станція швидкої медичної допомоги у цей час активно співпрацює з медичною наукою, зокрема, з інституту кардіології імені академіка М. Д. Стражеска.
Завдяки енергії і характеру Н. А. Ленгауер, команді однодумців, яких зуміла згуртувати навколо себе головний лікар, Київська станція швидкої допомоги у 1960-х роках стає флагманом галузі. До Києва приїжджають переймати досвід й закордонні колеги.
1960 — станцію затверджено школою передового досвіду УРСР;
1965 — станцію затверджено базою курсів ВООЗ;
1966 — станцію затверджено школою передового досвіду СРСР.
Традиції новаторства, відчуття пульсу часу і намагання випередити його виклики — ось те, що характеризує Київську станцію швидкої медичної допомоги уже протягом майже 120 років діяльності, що також визначає і її сьогодення.
З метою підвищення доступності, своєчасності, ефективності та якості надання екстреної медичної допомоги пацієнтам із серцево-судинними захворюваннями, 1 червня 2009 року, згідно з наказом Головного управління охорони здоров'я та медичного забезпечення від 27. 05. 2009 року № 199, був створений консультативний телеметричний центр (КТЦ).
Після реконструкції будівлі Київської міської станції швидкої медичної допомоги у 2014 році, консультативний телеметричний центр увійшов до складу оперативно-диспетчерського відділу.
КТЦ обладнаний сучасним телеметричним кардіологічним комплексом UNET, який приймає ЕКГ сигнали від електрокардіографів з функцією телеметрії, що ними оснащені бригади екстреної (швидкої) медичної допомоги та центри первинної медико-санітарної допомоги усіх районів міста Києва.
На сьогодні до КТЦ підключено 247 електрокардіографів з функцією телеметрії центрів первинної медико-санітарної допомоги.
За добу КТЦ приймає та обробляє 60-70 ЕКГ — сигналів, які вводяться в базу даних комп'ютера. На основі електрокардіограми в тому числі попередніх її записів, скарг та анамнезу черговий лікар-кардіолог надає термінову консультативну допомогу щодо вибору раціональної тактики лікування. Телеметричне кардіологічне консультування забезпечує наближення кваліфікованої допомоги, швидку підтримку клінічних рішень та покращує якість та доступність медичної допомоги.
1 січня 2014 року, відповідно до рішення Київської міської ради від 21.02.2013 № 25/9082, станція швидкої медичної допомоги була реорганізована в Центр екстреної медичної допомоги та медицини катастроф міста Києва, у системі якого об'єднано станцію швидкої медичної допомоги, міський центр ЕМД та МК, пункти невідкладної медичної допомоги, травматологічні пункти для дорослого та дитячого населення, лікарню швидкої медичної допомоги, приймальні відділення міських клінічних лікарень, спеціалізовані кабінети невідкладної медичної допомоги.
Сьогодні Центр є провідним медичним закладом України, який забезпечує екстрену медичну допомогу на догоспітальному етапі усьому кілька мільйонному населенню столиці, здійснюючи в середньому понад півмільйона виїздів бригад екстреної (швидкої) медичної допомоги на рік.
Центр один з найбільших закладів охорони здоров'я міста Києва — це майже три тисячі співробітників, які працюють у 23 відділеннях (підстанціях). Медичну допомогу мешканцям та гостям міста Києва надають 185 бригад вдень та 123 бригади вночі, які щодоби здійснюють від 1500 до 1700 викликів до пацієнтів з інфарктами, інсультами, травмами, отруєннями, кровотечами, гострими хірургічними захворюваннями, ускладненнями вагітності тощо.
Оперативно-диспетчерським відділом Центру здійснюється реєстрація та обробка звернень за єдиними Правилами виклику, розподілу викликів на екстрені та неекстрені (Постанова Кабінету Міністрів України від 21 листопада 2012 року № 1119 «Про норматив прибуття бригади екстреної (швидкої) медичної допомоги на місце події») та алгоритмів опитування абонентів для уточнення стану пацієнта.
Для досягнення 10-хвилинного нормативу прибуття бригади ЕМД на виклик додатково створено 30 пунктів тимчасового базування.
Госпіталізація пацієнтів бригадами ЕМД за екстреними показаннями здійснюється у 43 заклади охорони здоров'я міста Києва: в 24 заклади для дорослого населення, в 12 — для дитячого населення та у 7 пологових будинків, у 12 травмпунктів для дорослих та у 2 — для дітей.  
На теперішній час диспетчерська служба швидкої медичної допомоги централізована, має єдиний телефонний індекс для виклику, автомашини забезпечені медичним обладнанням для здійснення першої медичної допомоги під час руху транспорту. На даний час загальнодержавним телефонним номером виклику є 103 (безкоштовно).
У перспективі планується перехід на єдиний для всіх екстрених служб номер 112.